# جيمس كوين
جيمس كوين (بالإنجليزية: James Quinn)‏ (15 ديسمبر 1974 بكوفنتري في المملكة المتحدة - ) هو لاعب كرة قدم أيرلندي شمالي في مركز الهجوم. شارك مع منتخب أيرلندا الشمالية لكرة القدم. أما مع النوادي، فقد لعب مع برمنغهام سيتي وستوكبورت كونتي وسكونثورب يونايتد وشيفيلد وينزداي وفيلم تو تيلبورغ ونادي بريستول روفيرز ونادي بريستول سيتي ونادي بلاكبول ونادي بيتربورو يونايتد ونادي نورثامبتون تاون ونوتس كاونتي ووست بروميتش ألبيون.

## مسيرته الكروية
لعب جيمس كوين خلال مسيرته الاحترافية مع 12 ناديًا في ثلاثة وعشرون موسمًا وسجل خلالها 72 هدفًا ضمن 390 مباراة. ولم يفز بأي موسم بالكأس أو بالدوري.
خاض جيمس كوين مسيرته مع نادي برمنغهام سيتي في موسم 1992–93 لمدة موسم واحد، مشاركًا في 4 مباريات ولم يسجل أي هدف. ثم انتقل إلى نادي ستوكبورت كونتي في موسم 1993–94 لمدة موسم واحد، حيث شارك في مباراة ولم يسجل أي هدف أيضًا. لينتقل بعدها إلى نادي بلاكبول في موسم 1994–95 ليلعب معه أربعة مواسم، مشاركًا في 151 مباراة سجل خلالها 37 هدفًا. ثم انتقل إلى نادي وست بروميتش ألبيون في موسم 1997–98 ليلعب معه خمسة مواسم، مشاركًا في 114 مباراة سجل خلالها 9 أهداف. هذا وانتقل لاحقًا إلى نادي نوتس كاونتي في موسم 2001–02 لمدة موسم واحد، مشاركًا في 6 مباريات سجل خلالها 3 أهداف. ثم انتقل بعدها إلى نادي فيلم تو تيلبورغ في موسم 2002–03 واستمر معه طيلة ثلاثة مواسم، مشاركًا في 48 مباراة سجل خلالها 11 هدفًا. ليعود وينتقل من جديد، لكن هذه المرة إلى نادي شيفيلد وينزداي في موسم 2004–05 لمدة موسم واحد، مشاركًا في 15 مباراة سجل خلالها هدفين. لينتقل بعدها إلى نادي بيتربورو يونايتد في موسم 2005–06 لمدة موسم واحد، مشاركًا في 24 مباراة سجل خلالها 7 أهداف. ثم لعب في نادي سكونثورب يونايتد في موسم 2006–07 لمدة موسم واحد، لم يشارك في أي مباراة ولم يسجل أي هدف. ليعود ويرتحل عنه إلى نادي نورثامبتون تاون في موسم 2007–08 لمدة موسم واحد، مشاركًا في 18 مباراة سجل خلالها هدفًا واحدًا.

## وصلات خارجية
- جيمس كوين على موقع قاعدة بيانات كرة القدم.إي يو (الإنجليزية)
- جيمس كوين على موقع ناشيونال فوتبول تيمز (الإنجليزية)
- جيمس كوين على موقع Soccerbase.com (لاعب) (الإنجليزية)
- جيمس كوين على موقع عالم كرة القدم.نت (الإنجليزية)